# Waldsee (fiktiver Ort)
Waldsee war ein von den Nationalsozialisten erfundener Ort, der sich angeblich in Thüringen befinden sollte. Er ist nicht zu verwechseln mit dem tatsächlich existierenden Ort Bad Waldsee (bis 1956 Waldsee) in Württemberg, welcher der Geburtsort des NS-Verbrechers und Teilnehmers der Wannseekonferenz Josef Bühler war.

## Geschichte
Im Sommer 1944 kamen zahlreiche Postkarten aus einem Ort namens Waldsee in Budapest an. Sie waren von Menschen geschrieben, die kurz davor deportiert worden waren. Die Karten wurden an den Budapester Judenrat geschickt, dieser leitete sie an die Adressaten weiter. Der Text, der höchstens dreißig deutsche Wörter lang sein durfte, war immer fast derselbe: „Mir geht es gut. Ich arbeite.“ oder „Bin wohlbehalten angekommen, arbeite im Fach.“ oder „Uns geht es gut. Kommt nach!“
Diese Postkarten, durch deren Absendeort ein Ferienort vorgetäuscht werden sollte, kamen direkt aus Auschwitz. Man hatte auf Geheiß des SS-Führers Hermann Krumey, der im Eichmann-Kommando eine leitende Position innehatte, 30.000 Postkarten unter den ersten Deportierten verteilt.
SS-Männer diktierten den Menschen oft kurz vor der Vergasung, was sie zu schreiben hatten. Die Karten aus „Waldsee“ gelangten während der „Ungarn-Aktion“ nach Budapest, als die Mordmaschinerie auf Hochtouren lief und der Argwohn der Opfer am ehesten beschwichtigt werden musste. Außerdem wollte man dadurch die noch zu Deportierenden zum Gehorsam zwingen. Wer noch zu Hause war, sollte durch die Postkarten beruhigt werden bzw. auf die Deportation vorbereitet werden.
Der Budapester Judenrat hatte Bedenken, wurde von Krumey aber beschwichtigt, dass die Transporte nach Mitteldeutschland, in einen Kurort in Thüringen gingen. Auf einigen Waldsee-Postkarten wurden jedoch versteckte hebräische Schriftzeichen entdeckt, die als wahres Ziel des Transports das KZ Auschwitz angaben.
Ähnliches war zuvor auch mit Deportierten aus anderen Ländern gemacht worden, sie mussten Postkarten an ihre Familien verfassen, bevor sie in Konzentrationslager transportiert wurden.